# Protestantski uspon
Protestantski uspon, označava političku, ekonomsku i društvenu dominaciju Irskom prema manjine velikih zemljoposjednika i protestantskih (anglikanskih) svećenika između 17. stoljeća i početkom 20. stoljeća. Uspon mnogi smatraju procesom isključujućim prvenstveno prema katolicima, ali to može biti pogrešno tumačenje jer je to to isključivalo prezbiterijance i druge protestante, zajedno s ne-kršćanima poput Židova. Do akta o reformama čak je i većina irskih protestanata bila isključena iz sudjelovanja u vlasti jer su bili previše siromašni da bi mogli glasati. Općenito, privilegije u usponu su izazaivale nezadovoljstvo irskih katolika, koji su bili većina stanovništva.
Postupno oduzimanje velikih posjeda u rukama nekoliko stotina domaćih rimokatoličkih zemljoposjednika u Irskoj dogodilo se u raznim fazama od vladavine katoličke kraljice Marije i njezine protestantske polusestre Elizabete I. pa nadalje. Neuspješne pobune protiv engleske vlasti u razdoblju 1595. – 1603.  i 1641. – 1653. te 1689. – 1691. u Viljamitskim ratovima izazvale su da je mnogo irske zemlje zaplijenjeno od strane krune, a potom prodano ljudima koji su smatrani odanima, od kojih su većina bili Englezi i protestanti. Engleski vojnici i trgovci postali su nova vladajuća klasa, a njezini bogatiji članovi uzdignuti u Irski dom lordova i na kraju kontrolirali zastupnički dom irskog parlamenta (vidi plantažiranje Irske).
Od 1790. to je postao izraz su koristile uglavnom dvije skupine ljudi u Irskoj:
- Katolici, koji su uglavnom bili nacionalisti, koji su koristili izraz u ljutnji
- Protestanti, koji su uglavnom bili unionisti, kojima je on  "nadoknađivao sliku izgubljene veličine".[1]